# Malik Yoba

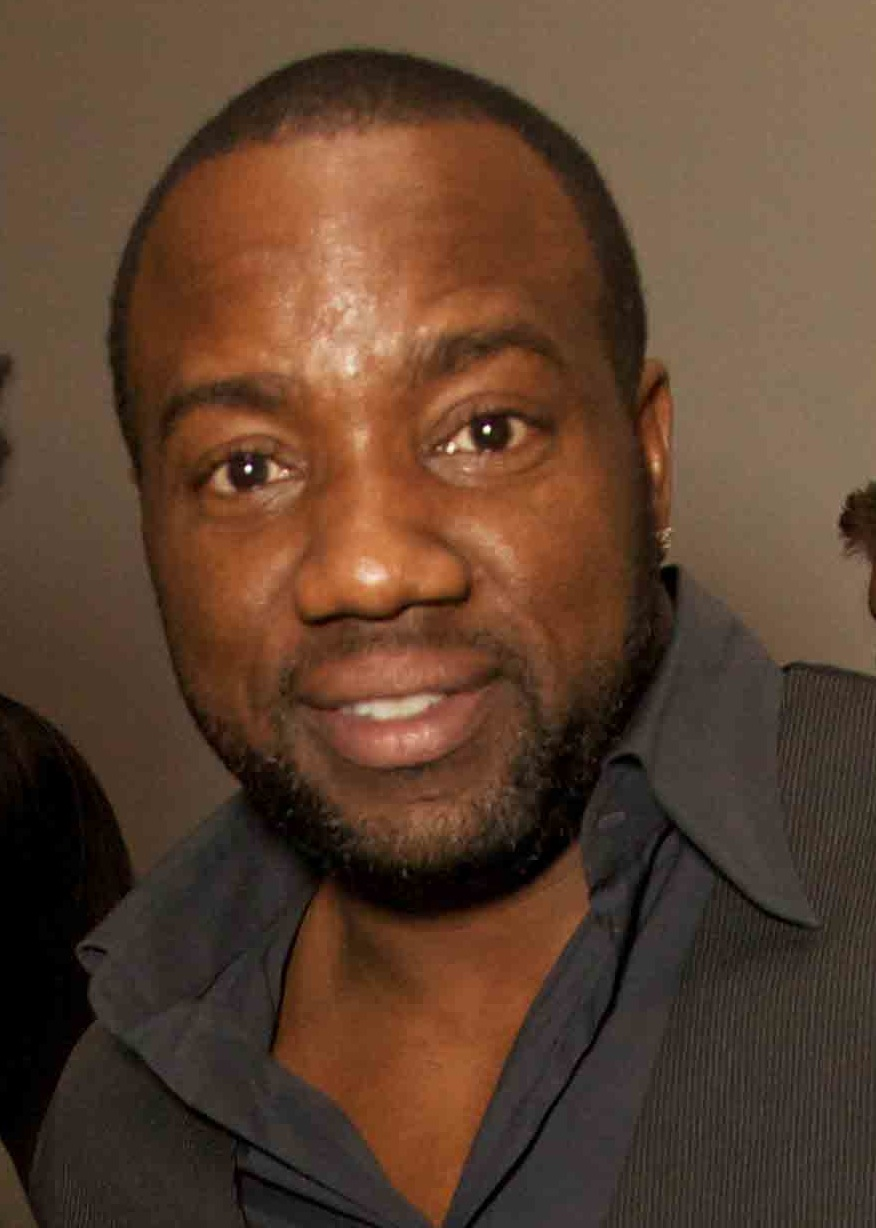
Malik Yoba (2010)

Malik Yoba (* 17. September 1967 in New York City, New York) ist ein US-amerikanischer Schauspieler.

## Leben
Malik Yoba ist der Sohn von Mahmoudah Young und Abdullah Yoba. Er ist das vierte von sechs Kindern.
Nur aus Spaß ging er Ende des Jahres 1991 zu einem Casting und hatte sofort Erfolg, er bekam eine Hauptrolle im Film Cool Runnings – Dabei sein ist alles, der 1993 erschien. Von 1994 bis 1999 spielte er in der Fernsehserie New York Undercover die Hauptrolle des James „J.C.“ Williams. Yoba war Teil des Hauptcasts von Defying Gravity – Liebe im Weltall, die Serie wurde 2009 nach nur einer Staffel eingestellt. 2015 trat er in einer wiederkehrenden Nebenrolle in Empire auf. Dazwischen hatte er sowohl Gastrollen in verschiedenen Serien, wie Rollen in Filmen. Von 2016 bis 2017 spielte er neben Kiefer Sutherland in 17 Folgen der Fernsehserie Designated Survivor.
Malik Yoba war mit der Schauspielerin Trisha Mann verheiratet, mit ihr hat er eine Tochter und einen Sohn. Dazu hat er noch eine Tochter aus einer früheren Beziehung.

## Filmografie (Auswahl)

### Filme
- 1993: Cool Runnings – Dabei sein ist alles (Cool Runnings)
- 1995: Smoke
- 1997: Cop Land
- 1997: Soul Food
- 1998: Abgefahren (Ride)
- 1999: Destiny – Einmal ganz oben stehen (Destiny)
- 2002: Dreaming in Black and White
- 2004: Gauner unter sich (Criminal)
- 2004: Oh Happy Day
- 2005: Kids in America
- 2007: Auch Liebe macht mal Ferien (Why Did I Get Married?)
- 2010: Auch Liebe macht mal Ferien 2 (Why Did I Get Married Too?)
- 2013: Caught on Tape
- 2014: Other Plans
- 2014: The Assault
- 2015: Hood
- 2015: Lucky Girl
- 2016: Paradox
- 2016: Where Hears Lie
- 2016: Of Sentimental Value
- 2017: Dope Fiend
- 2017: Til Death Do Us Part
- 2018: My B.F.F.
- 2018: Take Point
- 2019: Awake
- 2019: New York Undercover
- 2022: The Good Nurse
- 2022: Vampiras: The Brides
- 2024: Snatched

### Fernsehserien
- 1994: Law & Order (Folge 4x18)
- 1994–1999: New York Undercover (89 Folgen)
- 2000–2001: Bull (20 Folgen)
- 2003–2007: Girlfriends (8 Folgen)
- 2003: Twilight Zone (Folge 1x40)
- 2004: Arrested Development (Folgen 2x03–2x04)
- 2006: Raven blickt durch (That’s So Raven, Folge 4x11)
- 2007: Raines (4 Folgen)
- 2008: CSI: Miami (Folge 7x09)
- 2009: Defying Gravity – Liebe im Weltall (Defying Gravity, 13 Folgen)
- 2010: Justified (Folge 1x09)
- 2011: Nikita (Folge 2x09)
- 2011–2012: Alphas (24 Folgen)
- 2012: Person of Interest (Folge 1x14)
- 2013: Revolution (4 Folgen)
- 2013: The Glades (Folge 4x03)
- 2013: Good Wife (Folge 5x01)
- 2015: Empire (12 Folgen)
- 2015, 2024: Blue Bloods – Crime Scene New York (Blue Bloods, Folgen 6x10, 14x01)
- 2015: Limitless (Folge 1x07)
- 2016–2017: Designated Survivor (17 Folgen)
- 2018, 2021: The Last O.G. (10 Folgen)
- 2018: God Friended Me (3 Folgen)
- 2019: The First Wives Club (5 Folgen)
- 2020: Terror Lake Drive (5 Folgen)
- 2022–2023: The Equalizer (Fernsehserie, Folge 3x05, 3x12–3x13)
- 2023: Baselines (3 Folgen)